# دهه ۱۲۰ (پیش از میلاد)

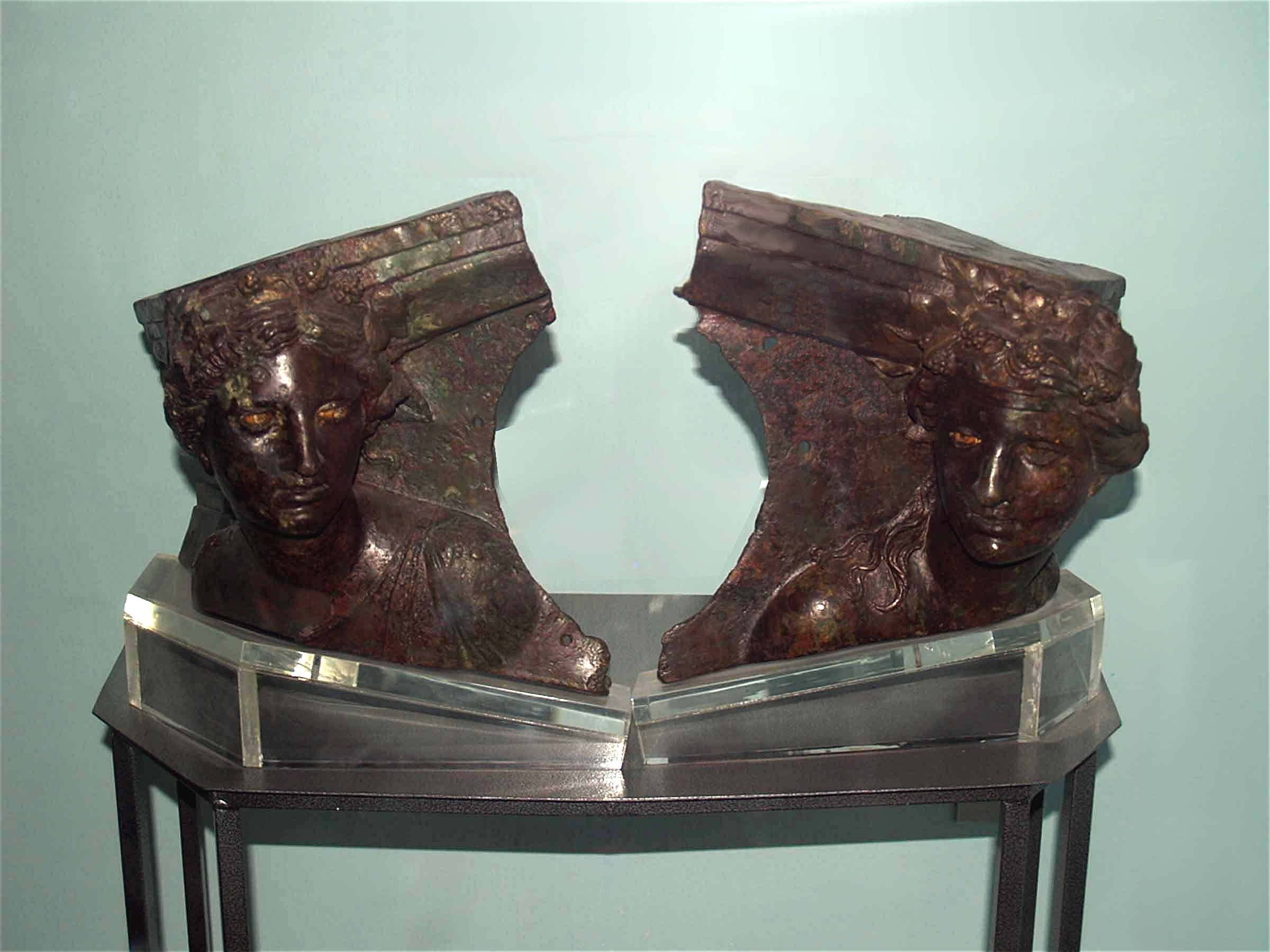
پیکره های کمانی دیونیسوس و آریادنه. (120 سال قبل از میلاد)

دهه ۱۲۰ (پیش از میلاد) دوازدهمین دهه قبل از مبدا شروع تقویم میلادی است.